# Кэшэнэ Бэндэбикэ
Кэшэнэ́ Бэндэбикэ́ (баш. Бәндәбикә кәшәнәһе) — историко-архитектурный памятник башкирской культуры XV—XVI века, усыпальница Бэндэбикэ.
По башкирской легенде, Бэндэбикэ — женщина, прославившаяся своей мудростью. Она выступала за прекращение междоусобиц между башкирскими племенами. По той же легенде, Бэндэбикэ способствовала установлению долгосрочного мира между башкирами и казахами.
Памятник был исследован в 1968—1969 годах археологической экспедицией под руководством Нияза Мажитова.
Конструктивно усыпальница состояла из прямоугольника 8,7*7 м в основе, выше стены переходили в восьмигранник, завершалось строение куполом.
Кладка была сделана из кирпичей двух цветов. Кирпичами красного цвета на фоне серых был сделан ёлочный орнамент.
Вход в усыпальницу был с юга в виде портала размером 2,25*1,86 м с узким дверным проемом. Пол был сделан из саманного кирпича. Могила прикрыта известняковыми плитами. Внутри каменного ящика был обнаружен скелет женщины.